# Germaine, Marne

Germaine este o comună în departamentul Marne, Franța. În 2009 avea o populație de 536 de locuitori.